# 12-я миротворческая бригада (Армения)
12-я миротворческая бригада (арм. 12-րդ խաղաղապահ բրիգադ) — воинское формирование в составе Вооруженных сил Республики Армения, предназначенное для участия в миротворческих операциях за пределами Армении в рамках международных инициатив. В начале 2016 года министр обороны Сейран Оганян заявил, что считает бригаду «базой для создания профессиональной армии».
С 2018 года находится под командованием генерал-майора Артака Тонояна.

## История
В июле 2001 года в штаб-квартире ООН в Нью-Йорке Республикой Армения был подписан меморандум о миротворческой деятельности, послуживший отправной точкой для формирования подразделения в составе батальона. Первым его командиром был назначен капитан Артак Тоноян. Впоследствии батальон был переформирован в бригаду. В феврале 2004 года первая группа армянских миротворцев (в составе 34 военнослужащих под командованием лейтенанта Артема Авдаляна) была переброшена в Косово на полгода в составе миссии KFOR.

## Боевой путь

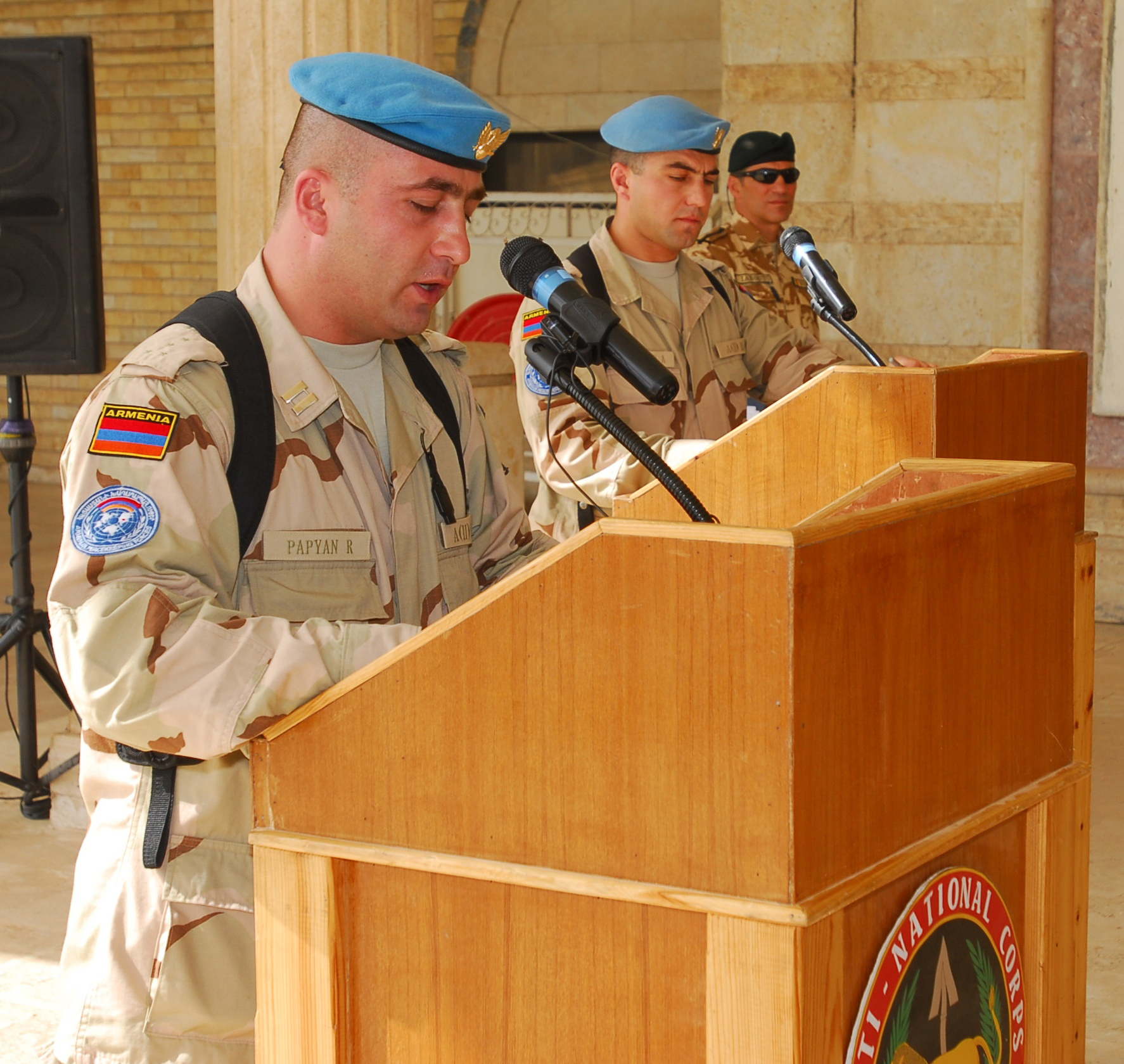
Капитан миротворческого контингента в Ираке Рубен Папян выступает с речью 6 октября 2008 года в иракском военном лагере Кэмп-Виктори

Бригада сотрудничала со странами СНГ и Запада в рамках нескольких международных миссий.
Первая миротворческая операция подразделения (в количестве трёх отделений, отправленных 12 февраля 2004 года) осуществлялась в составе греческого контингента KFOR в городе Урошевац, со штабом в лагере «Regas Fereos» Восточной многонациональной оперативной группы. Задачей подразделения являлась поддержка контрольно-пропускного режима, обеспечение безопасности базы, борьба с беспорядками и поддержание боеготовности в качестве сил быстрого реагирования.
В 2008 году подразделение армянских миротворцев в KFOR было расширено за счёт второго взвода и роты (в результате чего численность контингента составила около 85 человек). Оно было отозвано в 2011 году и годом спустя вернулось в составе Сухопутных войск США в Европе и Африке.
В январе 2005 года, с согласия Национального собрания Армении, группа из 45 миротворцев была отправлена в Ирак вместе с подразделением Вооружённых сил Польши, с подчинённостью Международным коалиционным силам. Контингент состоял из сапёров, инженеров и врачей. 10 ноября 2006 года старший лейтенант Георгий Налбандян был ранен в результате подрыва на мине, но выжил и был доставлен на военный госпиталь в Ландштуле (Германия) недалеко от авиабазы Рамштайн. 6 октября 2008 года, в связи с улучшением условий безопасности, контингент был отозван.
В декабре 2014 года взвод бригады был направлен в Ливан в составе Временных сил ООН. Во время миссии была открыта армянская часовня.
С 6 января 2022 года части бригады в составе 100 миротворцев приняли участие в миротворческой миссии ОДКБ в Казахстане. 13 января был начат вывод миротворческого контингента. Во время выполнения миротворческой миссии части бригады (как и подразделения других стран) выполняли исключительно функцию охраны важных объектов.

## Командиры
- до 12 октября 2017 года — генерал-майор Артур Симонян
- 12 октября 2017 года — 20 июня 2018 года — полковник Вагинак Саргсян[8]
- с 20 июня 2018 года — генерал-майор Артак Тоноян[9]